# Råttspärr
En råttspärr är en installation som ska förhindra råttor från att tränga in i byggnader från huvudkloakerna. Råttspärrarna sätts typiskt upp vid de platser där byggnaders avlopp går ut till en huvudkloakledning. Om hindret sätts i en fallstam, kallas de för råttstopp och ska hindra att råttorna sprider sig ytterligare i byggnaderna.
Råttspärrar kan indelas i flera olika typer:
- 1-lucke-modellerna, som är en brunn med en lucka, som ser till att avloppsvattnet kan rinna ut samtidigt som luckan stoppar råttor från att tränga in i huset.
- 2-luckors-modellerna, som består av en insats med två luckor, som sätts i botten på en ny brunn eller som insats i antingen tillopps- eller avloppsrören i en brunn.

Gemensamt för de ovannämnda typerna av råttspärrar är att de används i kloakrör i avlopp från byggnader och att de som regel monteras i samband med en nödvändig avloppsledningsrenovering.
Råttspärrar kan användas då kommuner vill införa råttfria fokusområden, såsom sjukhus, äldreboenden, skolor och livsmedelsproducenter, så att dessa institutioner kan behålla sin råttfria status.